# Westkerke Plot of Honour
Westkerke Plot of Honour is een Britse militaire begraafplaats met gesneuvelden uit de Tweede Wereldoorlog en gelegen in het Belgische dorp Westkerke, een deelgemeente van Oudenburg. De begraafplaats met 4 Commonwealth graven ligt aan de noordelijke kant van de Sint-Audomaruskerk en het zijn de enige die niet werden verplaatst nadat het kerkhof in 1992 werd ontruimd. 
Het perk is omgeven door twee muren in witte steen en twee lage metalen afsluitingen. De graven zijn van de 4 bemanningsleden van een Hampden bommenwerper. Het vliegtuig werd op 9 november 1941 door een Duits FLAK afweergeschut beschoten en stortte neer in Roksem, een dorp ten oosten van Westkerke.
De slachtoffers zijn: 
- de Britten Douglas Victor Markall en Douglas Frederick William Norton, de Canadees John Cayley Wilson en de Nieuw-Zeelander Evan Bertram Te Makahi Robertson.

Hun graven worden onderhouden door de Commonwealth War Graves Commission.
In 2011 werd op de plaats van de crash in Roksem een monument ter herinnering aan de gesneuvelde bemanning opgericht.